# Ottenstein
Ottenstein là một đô thị trong huyện Holzminden, bang Niedersachsen, Đức. Đô thị Ottenstein có diện tích 13,59 km², dân số thời điểm ngày 31 tháng 12 năm 2006 là 1266 người.